# Актерек (Жамбильський район)
Актере́к (каз. Ақтерек) — село у складі Жамбильського району Алматинської області Казахстану. Адміністративний центр Актерецького сільського округу.
Населення — 2738 осіб (2021; 3122 у 2009, 3081 у 1999, 3343 у 1989).